# Préambule de la Constitution tunisienne de 1959
Article premier
Le préambule de la Constitution tunisienne de 1959 est le texte d'introduction de la Constitution tunisienne adoptée le 1er juin 1959.

## Description
Imprégné des idées anticolonialistes et rappelant la fidélité du peuple tunisien au monde musulman, il proclame un certain nombre de principes généraux. Il souligne en premier lieu la lutte du peuple tunisien pour sa libération de la domination coloniale et le besoin pour celui-ci de maintenir sa propre cohésion, nécessaire à l'unité nationale. Il rappelle également la volonté de fidélité du peuple tunisien au monde musulman, notamment aux enseignements de l'islam ou son appartenance à la famille arabe. Il proclame enfin que le régime de type républicain offre les meilleures garanties, tant sur le plan politique, économique que social. 

## Texte
Version actuelle
« 
Au nom de Dieu,

Clément et miséricordieux,  
Nous, représentants du peuple tunisien, réunis en Assemblée nationale constituante.  
Proclamons la volonté de ce peuple, qui s'est libéré de la domination étrangère grâce à sa puissante cohésion et à la lutte qu'il a livrée à la tyrannie, à l'exploitation et à la régression :  
- de consolider l'unité nationale et de demeurer fidèle aux valeurs humaines qui constituent le patrimoine commun des peuples attachés à la dignité de l'homme, à la justice et à la liberté et qui œuvrent pour la paix, le progrès et la libre coopération des nations ;
- de demeurer fidèle aux enseignements  de l'islam, à l'unité du Grand Maghreb, à son appartenance à la famille arabe, à la coopération avec les peuples qui combattent pour la justice et la liberté ;
- d'instaurer une démocratie fondée sur la souveraineté du peuple et caractérisée par un régime politique stable basé sur la séparation des pouvoirs.

Nous proclamons que le régime républicain constitue :  
- la meilleure garantie pour le respect des droits de l'Homme, pour l'instauration de l'égalité des citoyens en droits et en  devoirs, pour la réalisation de  la prospérité du pays par le développement économique et l'exploitation des richesses nationales au profit du peuple ;
- le moyen le plus efficace pour assurer la protection de la famille et le droit des citoyens au travail, à la santé et à l'instruction.

Nous, représentants du peuple tunisien libre et souverain, arrêtons, par la grâce de Dieu, la présente constitution : »